# 杉野強
杉野 強（すぎの つよし、本名同じ。1976年5月25日 - ） は日本のシンガーソングライターである。株式会社スペースモナーク所属。
大阪府吹田市出身。吹田市立豊津第二小学校、吹田市立豊津西中学校、大阪府立吹田高等学校定時制を卒業。2000年シングル『翼は折れても』で歌手としてデビュー（※一般的にはメジャーデビューの2006年には『親父俺だよ』で本格デビューとしている）。
幼少期は勉強が嫌いで、好きな野球や得意のスポーツばかりやっていた。兄弟は姉2人と兄1人がいる。自身が野球少年だった経験を生かし、スポーツ選手や闘う人、民衆への応援歌を得意としている。

## ディスコグラフィ
- 2000年
  - 2月『翼は折れても』　作詞・作曲：美樹克彦
    - 西鉄ライオンズ投手であった池永正明の復権応援歌
- 2002年
  - 『殺虫プレート』　作詞・作曲：杉野強
    - 中山工業株式会社「商品コマーシャルソング」
- 2006年
  - 4月『親父俺だよ』　作詞：藤かおる　作曲：杉野強　メジャー・デビュー楽曲
  - 5月『FightMan』　作詞・作曲：杉野強
    - 第8代・11代WBC世界ミニマム級王者であったイーグル京和応援歌

  - 8月『無我の闘志』 　作詞・作曲：杉野強
    - プロレスラー藤波辰爾団体・無我ワールドプロレスリングテーマソング
- 2015年12月
  - 『遥かなる大地』　作詞・作曲：杉野強
    - IGF・WWEレスラー王彬（中華人民共和国安徽省出身のプロレスラー）入場テーマ
- 2017年4月
  - 『闘魂の詩』　作詞・作曲：杉野強　　　　　　プロレスラー　アントニオ猪木会長の団体・プロレスIGF新団体NEWテーマソング
- 2018年4月
  - 『ときめく朝』　作詞・作曲：杉野強　歌：コロネ
    - TOKYO MX「トーカ堂 ときめきサンデー」主題歌
- 2020年7月
- 『 happy  happy  time』　作詞.作曲: 杉野強・歌：ひなたおさむ    アリオ葛西　お店紹介YouTubeより。
- 2021年4月
  - 『冒険バルーン』　作詞：杉野強・速水けんたろう　作曲・歌：速水けんたろう
    - 埼玉県150周年&アリオ深谷イメージソング
- 2022年
  - 4月『新しい朝』　作詞：杉野強　作曲：谷本賢一郎　タイトル・歌：谷本賢一郎
    - 神奈川県相模原市緑区&アリオ橋本イメージソング

  - 5月『風になる』　作詞・作曲：杉野強　歌：谷本賢一郎
    - 埼玉県上尾市&アリ オ上尾イメージソング
- 2023年
  - 3月『yeah yeah yeah』　作詞：杉野強・佐藤弘道　作曲：杉野強　歌：佐藤弘道
    - アリオ亀有YouTubeさんぽ動画　イメージソング

• 2023年
　　•11月『EGAOのあっぽ』　作詞：杉野強　作曲：谷本賢一郎　歌：谷本賢一郎
　　     •埼玉県上尾市観光協会の新キャラクターあっぽ　テーマソング
2024.5
神奈川県相模原市　橋本小学校4年生と一緒に楽曲製作「ぼくらのまちOh！」作詞：橋本小学校4年生・杉野強・谷本賢一郎　作曲：谷本賢一郎編曲：ジミー岩崎
2024.9
板橋区立富士見台小学校5.6年生
街歩きをし町の魅力を探し作った『元気あふれるいたばし』作詞:杉野強  作曲 :谷本賢一郎